# Phrixothrix hirtus
Phrixothrix hirtus är en skalbaggsart som beskrevs av E. Olivier 1909. Phrixothrix hirtus ingår i släktet Phrixothrix och familjen Phengodidae. Inga underarter finns listade i Catalogue of Life.